# محوطه هره کاو
محوطه هره کاو مربوط به دوره تاریخی است و در شهرستان ایلام، بخش مرکزی، دهستان میش خاص، روستای قجر واقع شده است. این اثر در تاریخ ۳۰ دی ۱۳۸۵ با شمارهٔ ثبت ۱۶۹۵۵ به عنوان یکی از آثار ملی ایران به ثبت رسیده است.